# کورد اوراستریت
کورد پل اوراستریت (انگلیسی: Chord Paul Overstreet؛ زاده ۱۷ فوریهٔ ۱۹۸۹) یک خواننده، هنرپیشه، و خواننده-ترانه‌سرا اهل ایالات متحده آمریکا است. وی از سال ۲۰۰۹ میلادی تاکنون مشغول فعالیت بوده است.

## گزیده فیلمشناسی
از فیلم‌ها یا برنامه‌های تلویزیونی که وی در آن نقش داشته است می‌توان به آثار زیر اشاره کرد.
- گودال (فیلم ۲۰۰۹) (۲۰۰۹)
- آی کارلی (۲۰۰۹)
- گلی (مجموعه تلویزیونی) (۲۰۱۰–۲۰۱۵)
- خوش‌شانس (ترانه جیسون مراز) (۲۰۱۰)
- عاشقی برای کریسمس (۲۰۲۲)